# 柏木宏之の川と道の情報BOX
柏木宏之の川と道の情報BOX(かしわぎひろゆきのかわとみちのじょうほうぼっくす)は、毎日放送ラジオ（MBSラジオ）で2007年4月15日から2008年3月30日まで毎週日曜日の7:00 - 7:30に放送されていたラジオ番組である。

## 概要
- タイトルのとおり、川と道をテーマに歴史などを紹介する。